# شهرستان سن خوان (واشینگتن)
شهرستان سن خوان، واشینگتن (به انگلیسی: San Juan County, Washington) یک شهرستان در ایالات متحده آمریکا است که در ایالت واشینگتن واقع شده‌است.

## خصوصیات
شهرستان سن خوان ۱٬۶۰۸٫۳۹ کیلومترمربع مساحت دارد.